# Nemosoma alasanicum
Nemosoma alasanicum là một loài bọ cánh cứng trong họ Trogossitidae. Loài này được Fursov miêu tả khoa học năm 1930.